# Molosser
Molosser er en gruppe af solidt byggede, store hunderacer, der alle nedstammer fra den samme fælles forfader. Navnet stammer fra Molossia,et område i det gamle Epirus, hvor den store hyrdehund var kendt som en Molossus.
Molosser har typisk kraftige knogler, hængeører, en relativt kort og godt muskuløs hals, og en kort snude.

## Molosser
- Amerikansk bulldog (*)
- Boxer
- Broholmer
- Boerboel (*)
- Bullmastiff
- Cane Corso Italiano
- Cão fila de são miguel
- Dalbohund
- Dogo Argentino (*)
- Dogo canario
- Dogue de Bordeaux (Dogger)
- Engelsk bulldog
- Fila Brasileiro (*)
- Grand danois (Deutsche Dogge)
- Hovawart
- Mastiff (Engelsk mastiff)
- Mastino napoletano (Neapolitansk mastiff)
- Mastin español (spansk mastiff)
- Perro dogo mallorquín (Ca de bou, Mallorcamastiff)
- Rottweiler
- Shar pei
- Tosa (Tosa inu) (*)

(*) Angiver hunde omfattet af Hundelovens forbudsordning.

### Miniatureudgaver af Molosser
- Bostonterrier
- Fransk bulldog
- Mops